# 六郷氏
六郷氏（ろくごうし）は、日本の氏族。武蔵江戸氏流と藤原南家為憲流工藤氏流がある。

## 武蔵江戸氏流
武蔵江戸氏流六郷氏は、武蔵国荏原郡六郷保を本拠とした武家。本姓は平氏。家系は名族秩父氏の流れをくむ武蔵江戸氏7代当主・江戸重長の四男冬重を祖とする。江戸重長は畠山氏 (平姓)からの養子で、畠山重国の子である。応永27年（1420年）に紀伊国熊野神社の御師が書き留めた「江戸の名字書立」に六郷殿と記されている。

## 藤原南家為憲流工藤氏流
工藤氏流六郷氏は、出羽国仙北郡六郷邑（現・秋田県仙北郡美郷町六郷）より興り、同地を本拠とした武家。本姓は藤原朝臣。二階堂行綱の弟・行忠の系統であり、二階堂晴泰（はるやす）は足利義晴から偏諱を受けてその名を称し、その孫・道行の代に六郷と称した。
江戸時代には出羽本荘藩2万石の外様大名として続いた。
最後の本荘藩主六郷政鑑は戊辰戦争において官軍に参加し秋田藩とともに庄内藩征討に当たり、その戦功で賞典禄1万石を下賜された。政鑑は明治2年（1869年）6月19日に版籍奉還で本荘藩知事に任じられたのを経て、明治4年（1871年）7月14日の廃藩置県まで藩知事を務めた。
明治2年（1869年）6月17日の行政官達で公家と大名家が統合されて華族制度が誕生すると六郷家も大名家として華族に列した。明治17年（1884年）7月7日の華族令の施行で華族が五爵制になると、同月8日に旧小藩知事として政鑑が子爵に列せられた。
政鑑の子政賢は田中製鉄所取締役を務めた他、貴族院の子爵議員にも当選して務めた。
その子白雨の代に六郷子爵家の邸宅は東京市世田谷区池尻町にあった。白雨は1941年（昭和16年）7月に爵位を返上した。

### 歴代当主
1. 六郷道行
2. 六郷道行
3. 六郷政乗
4. 六郷政勝
5. 六郷政信
6. 六郷政晴
7. 六郷政長
8. 六郷政林
9. 六郷政速
10. 六郷政純
11. 六郷政恒
12. 六郷政殷
13. 六郷政鑑
14. 六郷政賢
15. 六郷政貞（白雨）
16. 六郷勝己